# IC 4658
IC 4658 — галактика типу NF (в процесі підтвердження) у сузір'ї Жертовник.
Цей об'єкт міститься в оригінальній редакції індексного каталогу.